# أولاد اعكيل (سكورة الحدرة)
أولاد اعكيل هي إحدى مشيخات المملكة المغربية، تتبع جغرافيا لإقليم الرحامنة وإداريًا لسكورة الحدرة. يقدر عدد سكانها بـ 4947 نسمة حسب الإحصاء الرسمي للسكان والسكنى لسنة 2004.